# Interleukin 22
Interleukin-22 (IL-22) je protein, který je u lidí kódovaný genem IL22 lokalizovaným na chromozomu 12q15. Jedná se o cytokin délkou 146 aminokyselin, který je produkován různými typy imunitních buněk a je schopen regulace buněk neimunitních. IL-22 se váže na receptor IL-22R, který se skládá ze dvou částí - IL-22R1 a IL-10R2, přičemž navázání na jednu část vyvolává strukturní změny, a tím povoluje navázání druhé pro tvorbu aktivního komplexu. Podjednotka IL-22R1 je výlučně exprimována v nekrvetvorných orgánech, jimiž jsou například kůže, střeva, slinivka břišní, játra, ledviny. To vysvětluje, proč regulační funkce IL-22 je primárně cílená na neimunitní tkáně. IL-22 může být produkován všemi typy lymfocytů, zejména pomocnými Th17, Th22 a přirozenými lymfoidními buňkami typu 3.

## Struktura
IL-22 strukturně patří do rodiny cytokinů IL-10 spolu s IL-10 (mají 22% homologii ), subrodinou IL-20 (IL-19, IL-20, IL-24, IL-26) a taky vzdáleně příbuznými interferony typu III (IL-28A, IL-28B, IL-29, které jsou taky známé jako IFN-λ2, IFN-λ3 a IFN-λ1). Funguje jako monomer. Je schopen se vázat nejen na heterodimer receptoru (IL-22R1 a IL-10R2), ale taky na rozpustný homolog receptoru IL-22-BP (IL22-RA2), který neutralizuje jeho aktivitu a je jeho přirozeným inhibitorem. Je produkován eosinofily, dendritickými buňkami a pomocnými T lymfocyty.
IL-22 se skládá z šesti alfa helixů (A-F) a malého N-terminálního helixu a ve finální aktivní struktuře jsou poskládány antiparalelně. 

## Funkce
Interleukin 22 je produkován populací imunitních buněk v místě zánětu. Produkují ho třídy αβ T lymfocytů Th1, Th17 a Th22, dále buňky NKT, ILC3, neutrofily a makrofágy. IL-22 působí na buňky nehematopoetického původu, a to stromální a epiteliální. Stimuluje přežití buňky, proliferaci a produkci antimikrobiálních mediátorů jako S100, Reg3β, Reg3γ a defenzinů. IL-22 napomáhá vrozené imunitě zvýšením mobility buněk, produkci hlenu na površích a dalších cytokinů. IL-22 se tedy účastní jak hojení rány tak obrany před mikroby. Dysregulace IL-22 se podílí na patogenezi autoimunitních onemocnění jako systémový lupus erythematodes (snížená úroveň v séru a plazmě krve pacientů, je možná závislost mezi tím, zda pacient dostává dlouhodobě glukokortikoidy, a počtem Th22-produkujících pomocných T buněk. Přesná role v patogenezi není známá), revmatoidní artritida (zvýšená úroveň u pacientů, méně závazný průběh onemocnění v případě myšího modelu IL-22 knock-out) a psoriáza (v případe IL-22 KO myšího modelu byl pozorován menší zánět, indukovaná exprese IL-22 vedla k horšímu průběhu onemocnění ve srovnání s kontrolou).

## Cílová tkáň
Cílem tohoto cytokinu jsou buňky nehematopoetického původu, a to stromální a epiteliální lokalizované v následujících tkáních a orgánech: játra, plíce, kůže, thymus, pankreas, slezina, gastrointestinální trakt, srdce, prsa, oči, synoviální tkáň a tuková tkáň.

## Signalizace
Důležitou roli pro spuštění produkce IL-22 hrají transkripční faktory Rorgt (hlavní faktor diferenciace Th17 buněk) a AhR (neboli aryl hydrocarbon receptor), zatímco Tbet (hlavní faktor diferenciace pomocných buněk Th1) je spíš negativním regulátorem. AhR je cytoplasmatickým transkripčním faktorem, který se aktivuje po navázání ligandu, jimiž mohou být malé xenobiotecké a přírodní molekuly, které spouští jeho aktivaci a relokalizaci do jádra buňky, kde je schopen regulovat transkripci genů. AhR je nejen esenciální pro produkci IL-22 buňkami Th17, Th22, ILC3 a γΔT buňkami, ale je taky schopný pomocí produkci IL-22 potlačovat zánět a spouštět regeneraci epitelu v případě idiopatických střevních zánětů. Jsou studia prokazující, že AhR hraje centrální roli v propojení několika signalizačních drah, vedoucích ve finale k IL-22 produkci, a to například signalizaci přes Notch (způsobuje produkci ligandů AhR v T buňkách) a přes Prostaglandin-E2 ( po navázání na své receptory aktivuji AhR).
Heterodimerní receptor IL-22 primárně váže IL-22 pomocí IL-22R1 podjednotky, která následně asociuje s podjednotkou IL-10R2, což vede ke spuštění signalizace do buňky. Komplex receptoru a ligandu je následně asociován s kinázami JAK a TYK2, které jsou po aktivaci fosforylované a aktivované. Díky tomu jsou schopné dal fosforylovat cílové molekuly, což ve finále vede k aktivaci faktoru STAT3, který se přemísťuje do jádra a začíná regulaci genové exprese. Následně je spuštěno několik důležitých signálních molekul, jimiž jsou například MAPK, p38, JNK, PI3K, ERK, které zajišťují signální a aktivační funkci IL-22, některé z nich ale nejsou spuštěné přes STAT3 signalizaci. Dodatečně je v menší míře zvýšená exprese faktorů STAT1 a STAT5 po vystavení buněk prozánětlivému IFNγ. Na rozdíl od IL-10, jehož signalizační funkce je taky plněna přes faktor STAT3 a fosforylaci tyrosinu, unikátním rysem IL-22 je fosforylace serinu v STAT3 pomocí machanismů nezávislých na MAPK kináze. Daná charakteristika odlišuje IL-10 a IL-22 signalizací.
Inhibice STAT3 faktoru vede k poklesu exprese genů, které jsou spojené s programovanou buněčnou smrtí (apoptózou), proliferací buněk a hojením ran. IL-22-asociovaná signalizace vede k inhibici diferenciace cílových buněk a ke zvýšení jejich proliferace, a tím k udržování integrity epiteliálních tkání a ke zrychlení jejich hojení.  

## Regulace produkce
Produkce IL-22 je stimulována cytokinem IL-23. Zdrojem cytokinu IL-23 jsou dendritické buňky, u kterých byla tato produkce indukována vazbou ligandu a signalizací přes Toll-like receptory.Syntéza IL-23 může být navíc zvýšena signalizací přes Dectin-1 a NOD2. Exprese IL-23 často spolu s transkripčním faktorem RORγt je pro IL-22 produkující buňky typická. Produkce IL-22 může být navíc indukována také IL-1β a IL-18, jenž je schopen kooperovat s IL-15, faktorem nutným pro diferenciaci a množení ILC3 a napomáhá jejich produkci IL-22. Kombinace IL-18 a IL-22 přispívá k imunitní odpovědi ve střevech vůči několika infekčním agens, jimiž jsou například Toxoplasma gondii, Citrobacter rodentium, Rotavirus. IL-36γ stimuluje konvenční dendritické buňky k produkci IL-23, který následně spouští produkci IL-22, antimikrobiálních peptidů a zároveň faktorů napomáhajících hojení ran. Naopak za inhibici signalizace IL-22 je zodpovědný rozpustný IL-22 vazebný protein, který váže IL-22 a znemožňuje vazbu na receptor.

## Role ve vývoji rakoviny
Navzdory tomu, že IL-22 v případě infekčních onemocnění je schopen podpořit obranu organismu stimulací produkce antimikrobiálních peptidů a prozánětlivých cytokinů, a taky údržbou integrity epitelů , jeho role ve vývoji rakoviny je předmětem aktivního probíhajícího výzkumu. Funkce podpory hojení tkání může hrát negativní roli v případě rakoviny a podporovat růst a množení rakovinných buněk. Zvýšená úroveň IL-22 v některých typech rakoviny je spojena s horší prognózu, a to v případě kožních, hepatocelulárních, pankreatických karcinomů, rakoviny děložního čípku, rakoviny epitelu vaječníků a rakoviny prsů . Nicméně přesná role a mechanismus vlivu IL-22 nejsou úplně vyjasněné kvůli omezenému počtu výzkumů v dané oblasti.   